# Neòfit VII de Constantinoble
Neòfit VII (en grec Νεόφυτος Ζʹ) va ser patriarca de Constantinoble dues vegades, la primera de l'any 1789 al 1794 i la segona del 1798 al 1801.
Va néixer a Esmirna, on va tenir una educació molt acurada. Nomenat metropolità de Maronea l'any 1771, va succeir com a patriarca de Constantinoble a Procopi I l'any 1789. Va governar l'església amb equanimitat, però es va veure obligat a dimitir l'1 de març de 1794. Va ser reelegit el 1798, i el 1801 va marxar ca al Mont Atos. Durant el seu patriarcat va rehabilitar el Liceu Privat Grec de Fener, i va fundar diverses escoles.